# Матьяшовце
Матьяшовце (словац. Matiašovce) — село и одноимённая община в районе Кежмарок Прешовского края Словакии. В письменных источниках начинает упоминаться с 1326 года.

## География
Село расположено в западной части края, в пределах горного массива Спишска-Магура, на берегах реки Рьеки, при автодороге 542. Абсолютная высота — 553 метра над уровнем моря. Площадь муниципалитета составляет 17,5 км².

## Население
| Год:                | 1994 | 2004    | 2014    | 2024    |
| ------------------- | ---- | ------- | ------- | ------- |
| Количество человек: | 747  | 781     | 789     | 851     |
| Разница:            |      | +4,55 % | +1,02 % | +7,85 % |

По данным последней официальной переписи 2011 года, численность населения Матьяшовце составляла 798 человек.
Национальный состав населения (по данным переписи населения 2011 года):
| Национальность | Численность, человек |
| -------------- | -------------------- |
| словаки        | 746                  |
| цыгане         | 10                   |
| поляки         | 10                   |
| чехи           | 4                    |
| не указана     | 25                   |